# Witold Maliszewski
Witold Maliszewski, (rus: Ви́тольд О́сипович (Иосифович) Малише́вский, Vítold Óssipovitx (Ióssifovitx) Malixevski, ucraïnès: Ві́тольд Йо́сипович Малише́вський, Vítold Ióssipovitx Malixevski; 20 de juliol de 1873 - 18 de juliol de 1939) fou un compositor polonès, director d'orquestra i pedagog, fundador del Conservatori d'Odessa i professor del Conservatori de Varsòvia.

## Biografia
Maliszewski va néixer a Mohiliv-Podilski, Imperi Rus (actual Ucraïna), fill de Józef Maliszewski, que havia estat expulsat de Varsòvia per participar en la revolta polonesa de 1863. Es va graduar al Conservatori de Sant Petersburg, a la classe de Nikolai Rimski-Kórsakov. Va ser membre del cercle Beliàiev. El 1913 es va convertir en fundador i primer director del Conservatori d'Odessa, que va donar al món una sèrie de músics destacats, com ara David Óistrakh, Emil Guílels i Iàkov Zak.
Després de la Revolució Russa, a causa de la imminent amenaça de la persecució bolxevic, Maliszewski va emigrar a Polònia el 1921. El 1925–1927 va ensenyar a l'Escola de Música Chopin i va ser director de la Societat de Música de Varsòvia. El 1927 va exercir de president del Primer Concurs Internacional de Piano Frédéric Chopin. De 1931 a 1934 Maliszewski va ser el director del departament de música del Ministeri d'Educació de Polònia. De 1931 a 1939 va ser professor al Conservatori de Varsòvia. Va morir a Zalesie Dolne, prop de Varsòvia.
L'estil de Maliszewski es va conformar en gran manera per les tradicions musicals russes. Les seves simfonies pertanyen al tipus no programàtic (Glazunov), i només la Simfonia núm. 4 en re major, op. 21 (1925) conté elements de danses poloneses.
A la Unió Soviètica el nom de Maliszewski estava prohibit, i el 1950 el conservatori que va fundar a Odessa va rebre el nom d'Antonina Nejdànova, que no tenia cap vincle amb la institució.
Entre els seus estudiants s'inclouen Witold Lutosławski, Mikola Vilinski, Ximon Xteinberg, Boleslaw Woytowicz, Feliks Roderyk Łabuński i Feliks Rybicki.

## Obres (selecció)
Obres d'escena
- Syrena ("Sirena"), Opera-Ballet en 4 actes, op. 24; llibret de Ludomir Michał Rogowski (1927)
- Boruta, Ballet (1929)

Obres orquestrals
- Simfonia núm. 1 en re menor, op. 8 (1902)
- Obertura joiosa (Ouverture joyeuse; Fröhliche Ouverture) en re major, Op. 11 (1910)
- Simfonia núm. 2 en la major, Op. 12 (1912)
- Simfonia núm. 3 en do menor, op. 14 (1907?)
- Simfonia núm. 4 en re major, Op. 21, Odrodzonej i odnalezionej ojczyźnie (A una pàtria renascuda i trobada) (1925)[5][7]
- Simfonia núm. 5

Concertant
- Fantazja kujawska (Fantasia kuiaviana) per a piano i orquestra (1928)[8]
- Concert en si ♭ menor per a piano i orquestra, Op. 29 (1938)

Música de cambra
- Sonata per a violí i piano, Op. 1 (1900)
- Quartet de corda núm. 1 en fa major, Op. 2 (1902)
- Quintet en re menor per a dos violins, viola i dos violoncels, Op. 3 (1904)
- Quartet de corda núm. 2 en do major, Op. 6 (1905)
- Quartet de corda núm. 3 en mi ♭ major, Op. 15 (1914)
- Quatre Morceaux per a violí i piano, Op. 20 (1923)

Piano
- Sis peces per a piano, Op. 4 (1904)
- Prélude et fugue fantastiques en si ♭ menor, Op. 16 (1913)

Coral
- Requiem (1930)
- Missa Pontificalis (1930)

## Discografia

### Enregistraments d'arxiu
- 1952: Fantazja kujawska (Władysław Kędra, Orquestra de la Ràdio Polonesa de Bydgoszcz, dir. Arnold Rezler)
- 1959: Concert per a piano i orquestra (Jakub Kalecki, Jerzy Gert)
- Concert per a piano i orquestra (Andrzej Stefański, Orquestra Simfònica de la Ràdio Nacional Polonesa)

### Enregistraments comercials
- 2014: Obres per a violí i piano - Acte prealable AP0285
- 2014: Música de Cambra vol. 1 - Acte prealable AP0327
- 2015: Obra completa per a piano - Acte prealable AP0320
- 2017: Música de cambra vol. 2 - Acte prealable AP0376